# Mont Issaikyō
Le mont Issaikyō (一切経山, Issaikyō-yama) est un volcan du Japon qui s'étend sur la préfecture de Fukushima, dans la région du Tōhoku.

## Géographie
Le mont Issaikyō, dont le sommet culmine à une altitude de 1 949 m, est un volcan situé dans le sud-ouest de la ville de Fukushima et le nord-est du bourg d'Inawashiro (préfecture de Fukushima).
Sur son versant nord-ouest se trouve  un lac de cratère : le lac Goshiki.
Il fait partie des monts Azuma dans le parc national de Bandai-Asahi.

## Histoire éruptive
L'activité volcanique du mont Issaikyō a débuté il y a 30 Ma.
Entre −280 000 ans et −100 000 ans, une caldeira en forme de fer à cheval d'un diamètre de 2 km s'est formée : Jōdodaira, une zone humide à l'altitude d'environ 1 580 m entre les monts Issaikyō et Azuma-kofuji.
La dernière éruption volcanique du mont Issaikyō a été observée le 7 décembre 1977. Des fumerolles sont apparues au mois de février sur ses pentes et, début décembre, des cendres se sont accumulées autour de son cratère.